# Saint-Michel-Escalus
Pour les articles homonymes, voir Saint-Michel.
Saint-Michel-Escalus (prononcé [sɛ̃ miʃɛl ɛskalys] ; en gascon Sent Miquèu-Escalús) est une commune du Sud-Ouest de la France, située dans le département des Landes (région Nouvelle-Aquitaine).

## Géographie

### Localisation
Commune située dans le Marensin.

### Communes limitrophes
Les communes limitrophes sont Castets, Léon, Linxe et Vielle-Saint-Girons.
|                     | Linxe                |         |
| Vielle-Saint-Girons | Saint-Michel-Escalus | Castets |
|                     | Léon                 |         |

### Transports en commun
Pendant la période estivale un réseau de navette dessert la Communauté de communes Côte Landes Nature reliant les bourgs aux plages.

### Climat
Le climat qui caractérise la commune est qualifié, en 2010, de « climat océanique franc », selon la typologie des climats de la France qui compte alors huit grands types de climats en métropole. En 2020, la commune ressort du type « climat océanique » dans la classification établie par Météo-France, qui ne compte désormais, en première approche, que cinq grands types de climats en métropole. Ce type de climat se traduit par des températures douces et une pluviométrie relativement abondante (en liaison avec les perturbations venant de l'Atlantique), répartie tout au long de l'année avec un léger maximum d'octobre à février.
Les paramètres climatiques qui ont permis d’établir la typologie de 2010 comportent six variables pour les températures et huit pour les précipitations, dont les valeurs correspondent à la normale 1971-2000. Les sept principales variables caractérisant la commune sont présentées dans l'encadré ci-après.
| Paramètres climatiques communaux sur la période 1971-2000 - Moyenne annuelle de température : 13,6 °C - Nombre de jours avec une température inférieure à −5 °C : 1,8 j - Nombre de jours avec une température supérieure à 30 °C : 5,4 j - Amplitude thermique annuelle : 13,8 °C - Cumuls annuels de précipitation : 1 231 mm - Nombre de jours de précipitation en janvier : 13 j - Nombre de jours de précipitation en juillet : 7,8 j |

Avec le changement climatique, ces variables ont évolué. Une étude réalisée en 2014 par la Direction générale de l'Énergie et du Climat complétée par des études régionales prévoit en effet que la  température moyenne devrait croître et la pluviométrie moyenne baisser, avec toutefois de fortes variations régionales. La station météorologique de Météo-France installée sur la commune et en service de 2008 à 2011 permet de connaître l'évolution des indicateurs météorologiques. Le tableau détaillé pour la période 1981-2010 est présenté ci-après.
| Mois                                  | jan.          | fév.          | mars        | avril       | mai         | juin         | jui.         | août          | sep.        | oct.        | nov.          | déc.          | année     |
| ------------------------------------- | ------------- | ------------- | ----------- | ----------- | ----------- | ------------ | ------------ | ------------- | ----------- | ----------- | ------------- | ------------- | --------- |
| Température minimale moyenne (°C)     | 2,6           | 2,5           | 4,3         | 6,5         | 10          | 13           | 15           | 14,9          | 11,9        | 9,5         | 5,7           | 3,4           | 8,3       |
| Température moyenne (°C)              | 7             | 7,7           | 10,1        | 11,9        | 15,5        | 18,5         | 20,6         | 20,7          | 18,2        | 15          | 10,3          | 7,6           | 13,6      |
| Température maximale moyenne (°C)     | 11,4          | 12,9          | 15,9        | 17,4        | 21,1        | 23,9         | 26,2         | 26,6          | 24,5        | 20,4        | 14,9          | 11,8          | 18,9      |
| Record de froid (°C) date du record   | −8,5 24.01.11 | −6 11.02.10   | −7 09.03.10 | −2 15.04.10 | −2 07.05.10 | 2,5 01.06.11 | 6,5 02.07.11 | 6 28.08.11    | 2 19.09.10  | −3 16.10.09 | −3,5 28.11.08 | −9,5 16.12.10 | −9,5 2010 |
| Record de chaleur (°C) date du record | 19 17.01.11   | 22,5 27.02.09 | 26 18.03.09 | 33 06.04.11 | 34 25.05.11 | 40 27.06.11  | 40 08.07.10  | 40,5 21.08.11 | 36 05.09.10 | 32 01.10.11 | 26 11.11.11   | 21 01.12.11   | 40,5 2011 |
| Précipitations (mm)                   | 114,1         | 95,5          | 81          | 96,9        | 93,8        | 68,8         | 57,8         | 68,5          | 95,5        | 128,9       | 161,1         | 126,5         | 1 188,4   |

## Urbanisme

### Typologie
Au 1er janvier 2024, Saint-Michel-Escalus est catégorisée commune rurale à habitat dispersé, selon la nouvelle grille communale de densité à sept niveaux définie par l'Insee en 2022.
Elle est située hors unité urbaine et hors attraction des villes,.

### Occupation des sols

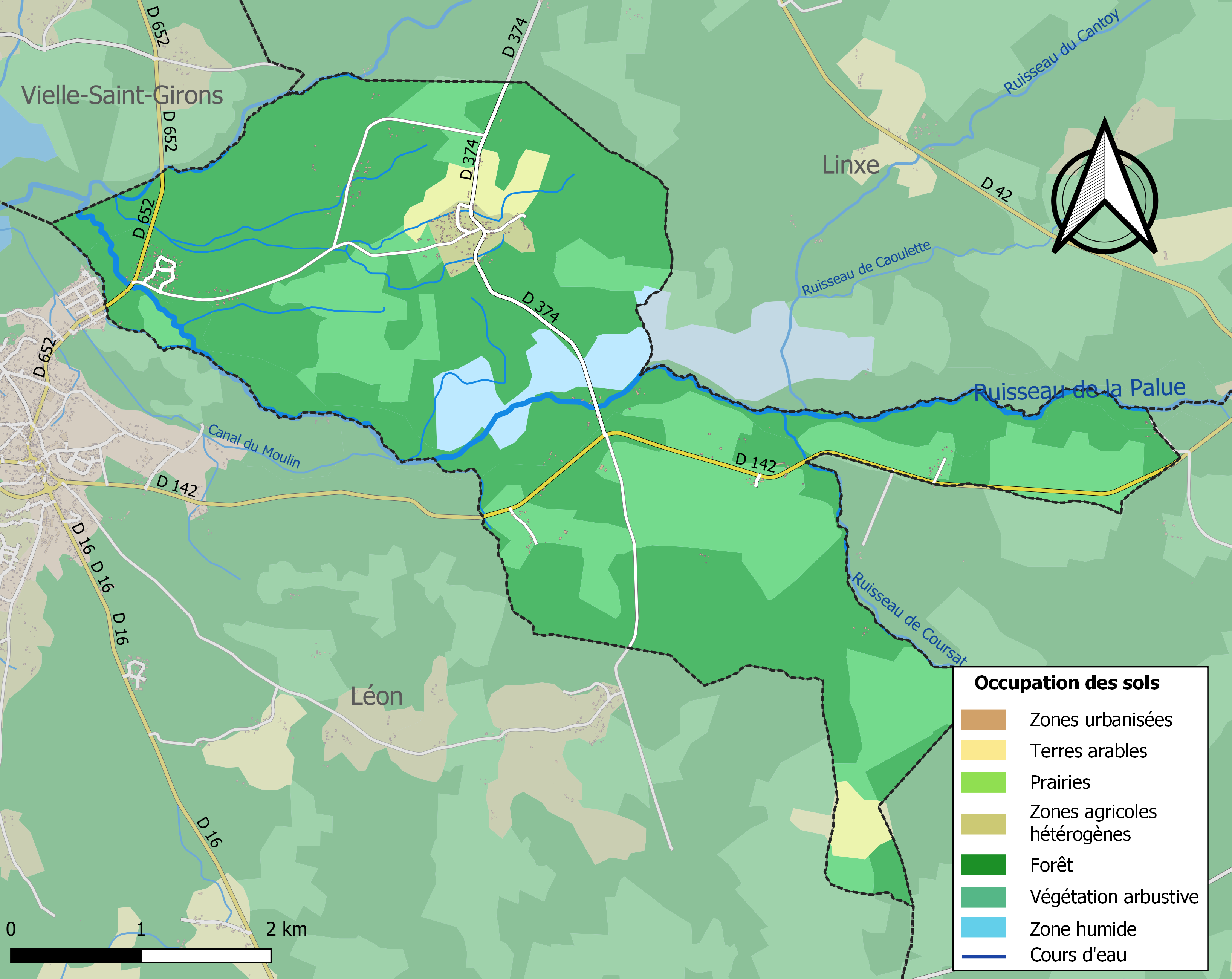
Carte des infrastructures et de l'occupation des sols de la commune en 2018 (CLC).

L'occupation des sols de la commune, telle qu'elle ressort de la base de données européenne d’occupation biophysique des sols Corine Land Cover (CLC), est marquée par l'importance des forêts et milieux semi-naturels (91,5 % en 2018), en diminution par rapport à 1990 (94,8 %). La répartition détaillée en 2018 est la suivante : forêts (63,6 %), milieux à végétation arbustive et/ou herbacée (27,9 %), zones humides intérieures (4 %), terres arables (3 %), zones agricoles hétérogènes (1,5 %). L'évolution de l’occupation des sols de la commune et de ses infrastructures peut être observée sur les différentes représentations cartographiques du territoire : la carte de Cassini (XVIIIe siècle), la carte d'état-major (1820-1866) et les cartes ou photos aériennes de l'IGN pour la période actuelle (1950 à aujourd'hui).

### Risques majeurs
Le territoire de la commune de Saint-Michel-Escalus est vulnérable à différents aléas naturels : météorologiques (tempête, orage, neige, grand froid, canicule ou sécheresse), feux de forêts, mouvements de terrains et séisme (sismicité très faible). Un site publié par le BRGM permet d'évaluer simplement et rapidement les risques d'un bien localisé soit par son adresse soit par le numéro de sa parcelle.
Saint-Michel-Escalus est exposée au risque de feu de forêt. Depuis le 20 avril 2016, les départements de la Gironde, des Landes et de Lot-et-Garonne disposent d’un règlement interdépartemental de protection de la forêt contre les incendies. Ce règlement vise à mieux prévenir les incendies de forêt, à faciliter les interventions des services et à limiter les conséquences, que ce soit par le débroussaillement, la limitation de l’apport du feu ou la réglementation des activités en forêt. Il définit en particulier cinq niveaux de vigilance croissants auxquels sont associés différentes mesures,.
Les mouvements de terrains susceptibles de se produire sur la commune sont des tassements différentiels.
Le retrait-gonflement des sols argileux est susceptible d'engendrer des dommages importants aux bâtiments en cas d’alternance de périodes de sécheresse et de pluie. Aucune partie du territoire de la commune n'est en aléa moyen ou fort (19,2 % au niveau départemental et 48,5 % au niveau national). Sur les 233 bâtiments dénombrés sur la commune en 2019,  aucun n'est en aléa moyen ou fort, à comparer aux 17 % au niveau départemental et 54 % au niveau national. Une cartographie de l'exposition du territoire national au retrait gonflement des sols argileux est disponible sur le site du BRGM,.
La commune a été reconnue en état de catastrophe naturelle au titre des dommages causés par les inondations et coulées de boue survenues en 1999 et 2009 et au titre des inondations par remontée de nappe en 2014 et 2020 et par des mouvements de terrain en 1999

## Histoire
La commune a été créée entre 1790 et 1794 par la fusion des communes éphémères de Saint-Michel et Escalus.

## Politique et administration

### Liste des maires
| Période                                  | Période  | Identité           | Étiquette | Qualité                    |
| ---------------------------------------- | -------- | ------------------ | --------- | -------------------------- |
| mars 2001                                | 2008     | Jean-Marie Gondron |           |                            |
| mars 2008                                | 2020     | Pierre Inda        | PS        | Retraité chef d'équipe DRT |
| 2020                                     | En cours | Didier Clavery     |           |                            |
| Les données manquantes sont à compléter. |          |                    |           |                            |

### Politique environnementale
Dans son palmarès 2024, le Conseil national de villes et villages fleuris de France a attribué deux fleurs à la commune.

## Démographie
| 1793 | 1800 | 1806 | 1821 | 1831 | 1836 | 1841 | 1846 | 1851 |
| ---- | ---- | ---- | ---- | ---- | ---- | ---- | ---- | ---- |
| 192  | 162  | 162  | 198  | 210  | 212  | 217  | 224  | 210  |

| 1856 | 1861 | 1866 | 1872 | 1876 | 1881 | 1886 | 1891 | 1896 |
| ---- | ---- | ---- | ---- | ---- | ---- | ---- | ---- | ---- |
| 223  | 228  | 224  | 274  | 288  | 254  | 260  | 259  | 235  |

| 1901 | 1906 | 1911 | 1921 | 1926 | 1931 | 1936 | 1946 | 1954 |
| ---- | ---- | ---- | ---- | ---- | ---- | ---- | ---- | ---- |
| 236  | 218  | 229  | 208  | 201  | 208  | 201  | 184  | 186  |

| 1962 | 1968 | 1975 | 1982 | 1990 | 1999 | 2006 | 2008 | 2013 |
| ---- | ---- | ---- | ---- | ---- | ---- | ---- | ---- | ---- |
| 178  | 161  | 153  | 134  | 161  | 231  | 274  | 286  | 295  |

| 2018 | 2022 | - | - | - | - | - | - | - |
| ---- | ---- | - | - | - | - | - | - | - |
| 311  | 324  | - | - | - | - | - | - | - |

## Lieux et monuments
- Église Saint-Michel de Saint-Michel-Escalus.

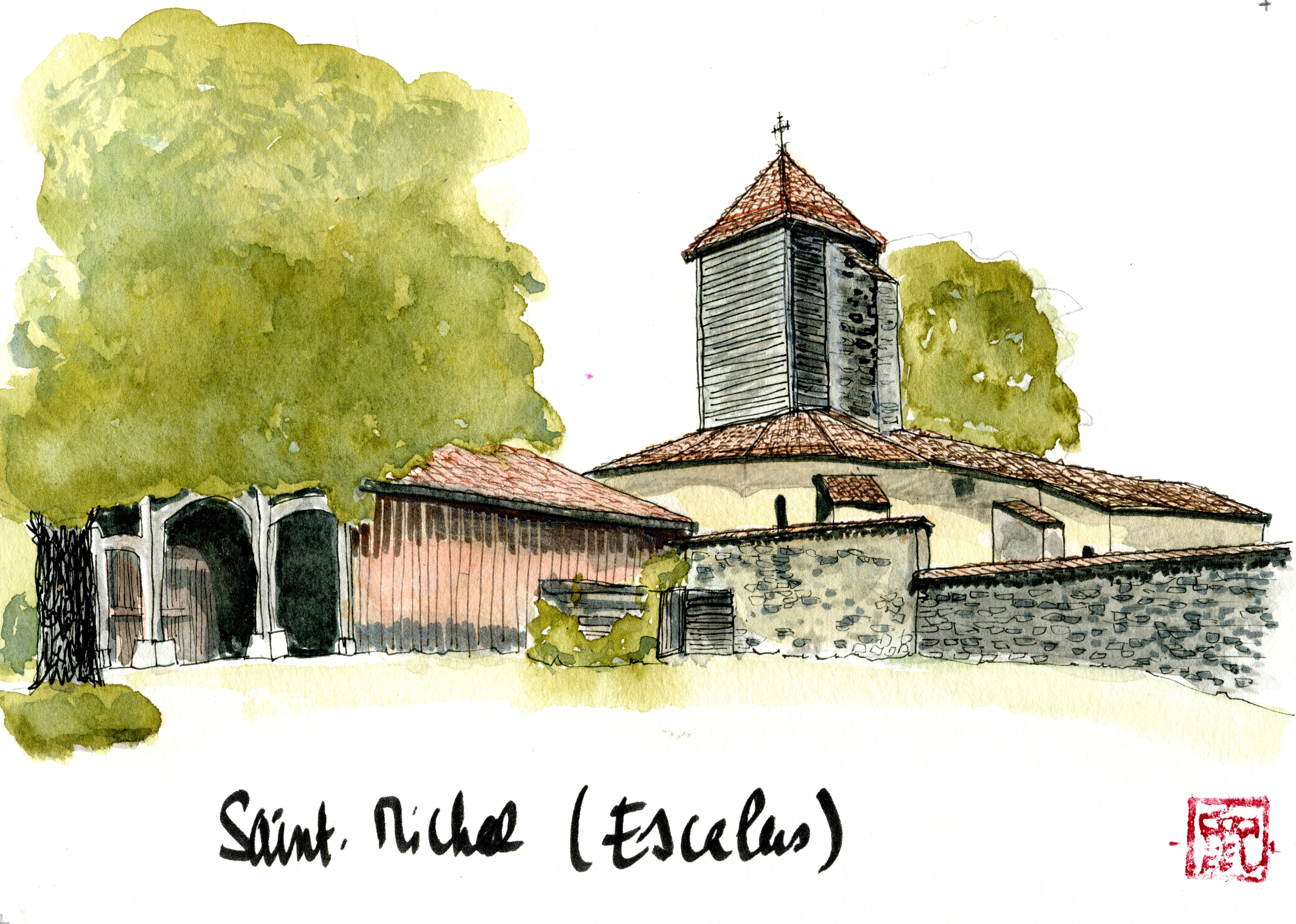
Aquarelle de l'église Saint-Michel, sur la commune de Saint-Michel-Escalus.

- Église Saint-Pierre d'Escalus.

## Personnalités liées à la commune
- Pierre Duclos né le 11 avril 1945 à Saint-Michel-Escalus. Joueur de rugby à XV. Finaliste du championnat de France de rugby à XV en 1973 avec Dax. Pilier (1,83 m et 85 kg).